# Metropolia Corrientes
Metropolia Corrientes – metropolia rzymskokatolicka w Argentynie utworzona 10 kwietnia 1961 roku.

## Diecezje wchodzące w skład metropolii
- Archidiecezja Corrientes
  - Diecezja Goya
  - Diecezja Oberá
  - Diecezja Posadas
  - Diecezja Puerto Iguazú
  - Diecezja Santo Tomé

## Biskupi
- Metropolita: abp José Adolfo Larregain OFM (od 2025) (Corrientes)
- Sufragan: bp Adolfo Canecín (od 2015) (Goya)
- Sufragan: bp Damián Bitar (od 2010) (Oberá)
- Sufragan: bp Juan Rubén Martinez (od 2001) (Posadas)
- Sufragan: bp Nicolás Baisi (od 2020) (Puerto Iguazú)
- Sufragan: bp Gustavo Montini (od 2017) (Santo Tomé)

## Główne świątynie
- Archikatedra Matki Boskiej Różańcowej w Corrientes
- Bazylika Matki Boskiej z Itatí w Corrientes
- Katedra Matki Boskiej Różańcowej w Goya
- Katedra Św. Antoniego z Padwy w Oberá
- Katedra św. Józefa w Posadas
- Katedra Matki Boskiej z Góry Karmel w Puerto Iguazú
- Katedra Niepokalanego Poczęcia NMP w Santo Tomé